# Jüdischer Friedhof (Vadul-Rașcov)
Koordinaten: 47° 55′ 41,2″ N, 28° 49′ 31,2″ O

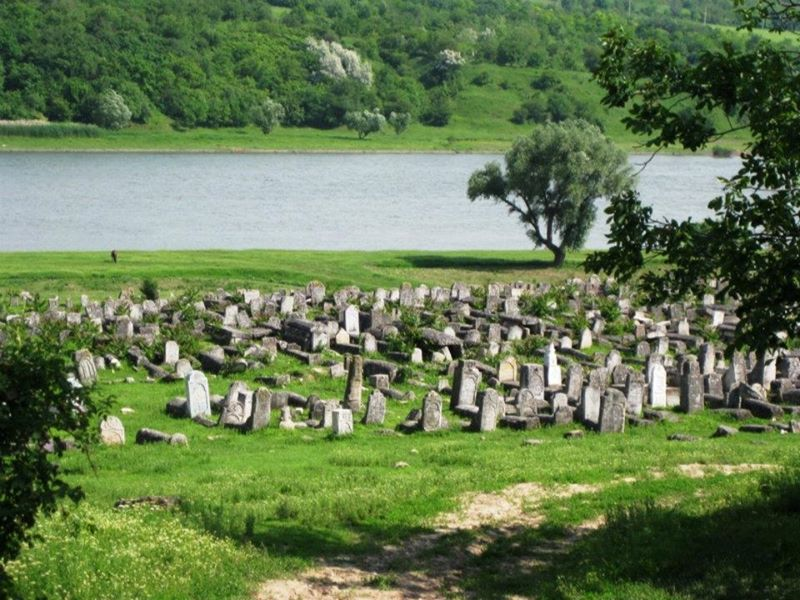
Jüdischer Friedhof Vadul-Rașcov

Der Jüdische Friedhof Vadul-Rașcov ist ein Friedhof  in Vadul-Rașcov, einem Dorf im Rajon Șoldănești in der Republik Moldau. Auf dem jüdischen Friedhof, der am östlichen Ortsrand unweit des östlich fließenden Dnister liegt, sind viele gut erhaltene Grabsteine vorhanden. 